# 8738 Садзі
8738 Садзі (8738 Saji) — астероїд головного поясу, відкритий 5 січня 1997 року.
Тіссеранів параметр щодо Юпітера — 3,612.
Названо на честь Садзі (яп. さじ(佐治) садзі).